# Patrick Jumpen
Patrick Jumpen è stato un duo musicale olandese, formato da Patrick Mantizz e Dion Teurlings, famoso in particolare nei Paesi Bassi e in Belgio.
Nel 2005, ancora diciassettenne, Patrick Mantizz (nato a Hamburg, presso Eindhoven, il 24 aprile 1988), caricò su internet un video tutorial di Jumpstyle che riscosse grande successo su Google Video e YouTube e successivamente formò il gruppo insieme ai compagni "Dio" (Dion Teurlings), "The Epic One" (Antwan Marcelis) e MC Monus diventando popolare anche nel Benelux. Nel 2007 il gruppo fu "scoperto" da Jeroen Flamman che nel 2007 produsse il primo singolo, Holiday che raggiunse la top ten nei Paesi Bassi.
La musica del gruppo è influenzata da techno, chicago house, dance e hardcore.

## Discografia

### Album in studio
- 2007 - One Man Army

### Singoli
- 2007 - Holiday
- 2007 - The Secret
- 2007 - Solis invicti

## Videografia
- 2007 - Jumpen, Doe je zo! (DVD)